# Campionati mondiali di sci alpinismo

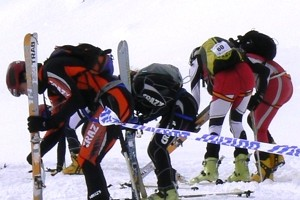

I Campionati mondiali di sci alpinismo rappresentano un evento caratterizzato da competizioni internazionali di sci alpinismo a cadenza biennale organizzate dall' International Ski Mountaineering Federation (ISMF), a partire dalla stagione 2002. Fino al 2008 l'organizzatore era l'International Council for Ski Mountaineering Competitions (ISMC), organismo dell'UIAA, poi confluito nell'ISMF.

## Edizioni
| Edizione | Anno | Città             | Nazione  | Data                   | Sede             |
| -------- | ---- | ----------------- | -------- | ---------------------- | ---------------- |
| 1        | 2002 | Serre Chevalier   | Francia  | 24 – 27 gennaio        | –                |
| 2        | 2004 | Val d'Aran        | Spagna   | 2 – 6 marzo            | –                |
| 3        | 2006 | Cuneo             | Italia   | 27 febbraio – 4 marzo  | –                |
| 4        | 2008 | Champéry          | Svizzera | 24 febbraio – 1° marzo | Portes du Soleil |
| 5        | 2010 | Canillo           | Andorra  | 1° – 7 marzo           | –                |
| 6        | 2011 | Claut             | Italia   | 19 – 25 febbraio       | –                |
| 7        | 2013 | Pelvoux           | Francia  | 9 – 15 febbraio        | –                |
| 8        | 2015 | Verbier           | Svizzera | 4 – 12 febbraio        | –                |
| 9        | 2017 | Alpago            | Italia   | 24 febbraio – 2 marzo  | –                |
| 10       | 2019 | Villars-sur-Ollon | Svizzera | 9 – 16 marzo           | –                |
| 11       | 2021 | Ordino-Arcalis    | Andorra  | 2 – 6 marzo            | –                |
| 12       | 2023 | Boi Taüll         | Andorra  | 28 febbraio – 5 marzo  | –                |
| 13       | 2025 | Morgins           | Svizzera | 3 – 9 marzo            | Portes du Soleil |

## Discipline
Nella seguente tabella le discipline disputate nelle varie edizioni.
| Edizione | Individuale | Vertical | A squadre | Staffetta | Combinata | Sprint | Lunga distanza |
| -------- | ----------- | -------- | --------- | --------- | --------- | ------ | -------------- |
| 2002     | •           |          | •         |           | •         |        |                |
| 2004     | •           | •        | •         | •         | •         |        |                |
| 2006     |             | •        | •         | •         |           |        |                |
| 2008     | •           | •        | •         | •         | •         |        | •              |
| 2010     | •           | •        | •         | •         | •         |        |                |
| 2011     | •           | •        | •         | •         | •         | •      |                |
| 2013     | •           | •        | •         | •         |           | •      |                |
| 2015     | •           | •        | •         | •         |           | •      |                |
| 2017     | •           | •        | •         | •         |           | •      |                |
| 2019     | •           | •        | •         | •         |           | •      |                |
| 2021     | •           | •        |           | •         |           | •      |                |
| 2023     | •           | •        | •         | •         |           | •      |                |
| 2025     | •           | •        | •         | •         |           | •      |                |

## Medagliere generale
Statistiche aggiornate a Morgins 2025
| Posizione | Paese       | Oro | Argento | Bronzo | Totale |
| --------- | ----------- | --- | ------- | ------ | ------ |
| 1         | Francia     | 45  | 38      | 32     | 115    |
| 2         | Italia      | 30  | 36      | 35     | 101    |
| 3         | Svizzera    | 27  | 25      | 35     | 87     |
| 4         | Spagna      | 15  | 8       | 13     | 36     |
| 5         | Austria     | 2   | 1       | 2      | 5      |
| 6         | Svezia      | 1   | 4       | 3      | 8      |
| 7         | Germania    | 1   | 4       | 1      | 6      |
| 8         | Slovacchia  | 1   | 2       | 1      | 4      |
| 9         | Belgio      | 0   | 2       | 0      | 2      |
| 10        | Polonia     | 0   | 1       | 0      | 1      |
| 11        | Stati Uniti | 0   | 1       | 0      | 1      |
| Totale    | Totale      | 122 | 122     | 122    | 366    |

## Atleti plurimedagliati
Statistiche aggiornate a Morgins 2025

### Uomini

#### Tutte le gare
| Atleta                  | Oro | Argento | Bronzo | Totale |
| ----------------------- | --- | ------- | ------ | ------ |
| Florent Perrier         | 8   | 6       | 3      | 17     |
| Kílian Jornet i Burgada | 8   | 2       | 5      | 15     |
| Robert Antonioli        | 7   | 8       | 4      | 19     |
| Matteo Eydallin         | 7   | 2       | 2      | 11     |
| Patrick Blanc           | 6   | 3       | 0      | 9      |
| Rémi Bonnet             | 6   | 1       | 1      | 8      |
| Manfred Reichegger      | 4   | 3       | 3      | 10     |
| Damiano Lenzi           | 4   | 3       | 2      | 9      |
| Denis Trento            | 4   | 0       | 0      | 4      |

#### Gare individuali
| Atleta                  | Oro | Argento | Bronzo | Totale |
| ----------------------- | --- | ------- | ------ | ------ |
| Kílian Jornet i Burgada | 8   | 2       | 3      | 13     |
| Rémi Bonnet             | 5   | 0       | 1      | 6      |
| Florent Perrier         | 4   | 4       | 2      | 10     |
| Patrick Blanc           | 3   | 2       | 0      | 5      |
| Robert Antonioli        | 2   | 4       | 3      | 9      |
| Oriol Cardona Coll      | 2   | 1       | 1      | 4      |
| Iwan Arnold             | 2   | 1       | 1      | 4      |

### Donne

#### Tutte le gare
| Atleta                 | Oro | Argento | Bronzo | Totale |
| ---------------------- | --- | ------- | ------ | ------ |
| Axelle Gachet-Mollaret | 16  | 4       | 5      | 25     |
| Laëtitia Roux          | 12  | 6       | 0      | 18     |
| Roberta Pedranzini     | 10  | 4       | 0      | 14     |
| Francesca Martinelli   | 6   | 5       | 3      | 14     |
| Cristina Favre-Moretti | 5   | 0       | 0      | 5      |
| Nathalie Etzensperger  | 4   | 5       | 5      | 14     |

#### Gare individuali
| Atleta                  | Oro | Argento | Bronzo | Totale |
| ----------------------- | --- | ------- | ------ | ------ |
| Laëtitia Roux           | 7   | 6       | 0      | 13     |
| Axelle Gachet-Mollaret  | 6   | 3       | 4      | 13     |
| Roberta Pedranzini      | 5   | 2       | 0      | 7      |
| Cristina Favre-Moretti  | 3   | 0       | 0      | 3      |
| Marianne Fatton         | 2   | 1       | 1      | 4      |
| Mireia Mirò Varela      | 2   | 1       | 0      | 3      |
| Andrea Mayr             | 2   | 0       | 0      | 2      |
| Claudia Galicia Cotrina | 2   | 0       | 0      | 2      |